# جون فولكنير (مؤلف)
جون فولكنير (بالإنجليزية: John Faulkner)‏ (24 سبتمبر 1901، ريبلي في الولايات المتحدة - 28 مارس 1963، أكسفورد في الولايات المتحدة)؛ رسام وروائي أمريكي.